# Rita Armenska
Rita Armenska (10./11. siječnja 1278. – srpanj 1333.) bila je kraljevna Armenije i carica Bizanta.
Njezin je otac bio kralj Leon II. Armenski, sin Izabele Armenske. Ritina je majka bila kraljica Keran, koja je rodila i kraljeve Hetuma II. i Torosa III.
16. siječnja 1294. Rita se udala za cara Bizanta Mihaela IX. Paleologa, nedugo nakon svojeg 16. rođendana, a mladić je imao 17 godina. Nakon konzumacije braka, Rita – koja je uzela ime Marija – rodila je cara Andronika III. Paleologa, despota Manuela (? – 1319.), Anu i Teodoru. Ana je bila žena Tome I. Komnena Dukasa i Nikole Orsinija, a Teodora se udala za Teodora Svetoslava, cara Bugarske i Mihaela Šišmana. 
Marija je poslije postala redovnica Ksena, nakon suprugove smrti.